# 孙玉秋
孙玉秋（1968年—），黑龙江鸡西人，汉族，中华人民共和国政治人物、第十二届全国人民代表大会湖北地区代表。
毕业于华中科技大学模式识别与智能控制专业，現任长江大学信息与数学学院院长。加入中国民主同盟。2013年，担任全国人大代表。